# Холлок, Джерард
Джерард Холлок (англ. Gerald Hallock; 4 июня 1905 — 26 мая 1996) — американский хоккеист, нападающий; серебряный призёр зимних Олимпийских игр 1932 года.

## Биография
Окончил Принстонский университет в 1926 году, играл за хоккейную команду на позиции защитника. Выступал на любительском уровне за клуб «Сент-Николас», в 1931 году написал книгу о хоккее. Был председателем Наблюдательного хоккейного комитета в своём колледже. Во время Второй мировой войны служил в Армии США, начал службу первым лейтенантом и закончил майором. Участник семи крупных кампаний в Европе, награждён благодарственной грамотой от Президента США с дубовыми листьями. После войны работал банкиром.